# ميني (مغنية تايلاندية)
نيتشا يونترارك (بالتايلاندية:ณิชา ยนตรรักษ์) (من مواليد 23 أكتوبر 1997) ، ومعروفة بأسمها المهني ميني (بالتايلاندية:มินนี่) هي مغنية وكاتبة أغاني وملحنة ومنتجة تايلاندية مقيمة حاليًا في كوريا الجنوبية كما انها عضوة في فرقة الفتيات الكورية الجنوبية جي أيدل تحت وكالة كيوب إنترتينمنت مُنذ 2018، ميني تتحدث عدة لغات منها التايلاندية والإنجليزية والكورية

## الحياة والمهنة

### 1997– 2017: النشأة وقبل الترسيم
ولدت ميني في 23 أكتوبر 1997 في بانكوك، تايلاند ،  لديها أخوة توأم أكبر سناً منها، ولدت لعائلة موسيقية حيث ان والدتها وخالتها وعمها عازفين بيانو، كانت ميني تعزف على البيانو منذ أن كانت في الخامسة وتاخذ دروس غنائية صوتية منذ أن كانت في السابعة من عمرها ، كانت والدتها السبب الرئيسي لتأثرها وحبها للموسيقى كما انها كانت تشاهد دومًا والدتها وهي تعزف على البيانو وتعلمت العزف على البيانو لاحقًا منها، حضرت ميني أكاديمية «واتانا ويتايا» ودرست الموسيقى في «استوديو غرامي» الصوتي في تايلاند، كما انعا مثلت في عدة مسرحيات انثاء دراستها، كما انها درست اللغة الصينية لمدة أربع سنوات،  في سبتمبر 2014 ، شاركت في تجارب اداء وكالة كيوب إنترتينمنت العالمية من ظمنها تجارب الاداء الذي عُقد في تايلاند وبعد مشاركتها في تجارب الاداء تم قبولها وانتقلت إلى كوريا الجنوبية في عام 2015.
في 23 مارس ، 2016 ، تم الكشف عن ميني للعامة على صفحة وكالة كيوب إنترتينمنت الرسمية على إنستغرام،  ظهرت في اداء زميلتها جيون سويون في مسابقة إنبريتي راب ستار ، شاركت ايضًا في فيديو ترويجي لـ ماركة" Rising Star Cosmetics" بجانب زميلاتها يوكي وشوهوا.

### 2018- حتى الوقت الحاضر: الظهور معجي أيدلو التعاونات.
في 2 مايو 2018 ، ظهرت لأول مرة مع ميني كعضوة في جي أيدل مع ألبومهم المٌصغر "I Am" والأغنية الرئيسية "Latata" وجذبت الإنتباه بصوتها الفريد والجذاب والهادئ.
في ألبومهم الثاني "I made" ، شاركت ميني في تأليف وكتابة بعض الأغاني في الالبوم، وصرحت ميني بأنها تصنع وتنتج الأغاني من خلال العزف على البيانو كما وصرحت انها تأخذ دروس في MIDI لتحسين مهاراتها في تأليف الاغاني،  كانت لميني فضل كبير في تأليف أغنية "For You" لألبوم جي أيدل الياباني، في أكتوبر 2019 ، شاركت ميني وجميع عضوات جي أيدل في برنامج قناة إمنت «كويندوم» ، جذبت انتباه المشاهدون من خلال مقدمتها باللغة التايلندية في أغنية «لاتاتا»، ولتلقت ميني على مدح من المشاهدين في كوريا الجنوبية وتايلاند،  في 15 أكتوبر ، تم الإعلان عن تعاون ميني مع المغنية الأسترالية - الصينية وينجي لأغنية "Empire" ، صدرت الاغنية في 18 أكتوبر وظهرت "Empire" في المرتبة 22 في قائمة Billboard World Digital Songs.

## الحياة الشخصية
ميني متعددة اللغات. تتحدث العديد من اللغات بما في ذلك التايلاندية والإنجليزية والكورية واليابانية والماندرين. وأشار الصحفي جيك لاو من صحيفة جريدة جنوب الصين الصباحية إلى أن ميني لديها صوت متعدد الاستخدامات: «إنها تغني بصوت رقيق ورائع عند أداء الأغاني أكثر عاطفية والناعمة [...] ولكن في الأغاني الأكثر قوة مثل أغنية Lion ، يمكن لميني ان تقوم بالنوتات العالية والاداء القوي». بصرف النظر عن صوتها ، فهي معروفة أيضًا بأعينها اللافتة ونظراتها القوية التي ظهرت في العديد من مقاطع الفيديو الموسيقية لفرقة جي أيدل.
تعتبر ميني فرقة سوبر جونيور التي غالبًا ما كانت تغني اغانيهم أثناء نشأتها مما جعلها تحب موسيقى البوب الكوري ، وكذلك المغني تروي سيفان تعتبره واحد من إلهامها.
خلال مقابلة مع HelloAsia ، كشفت أنها تستوحي إلهامها من قصتها الخاصة أو من قصص أو أفلام أو قصص الأشخاص الآخرين.

## روابط خارجية
- ميني (مغنية تايلاندية) على موقع IMDb (الإنجليزية)
- ميني (مغنية تايلاندية) على موقع ميوزك برينز (الإنجليزية)
- ميني (مغنية تايلاندية) على موقع ميوزك برينز (الإنجليزية)
- ميني (مغنية تايلاندية) على موقع ديسكوغز (الإنجليزية)
- ميني (مغنية تايلاندية) على موقع قاعدة بيانات الفيلم (الإنجليزية)